# Natalia Tena
Natalia Gastiain Tena (Londres, Inglaterra, 1 de noviembre de 1984) es una actriz y música británica de ascendencia española.
Es conocida por interpretar a Nymphadora Tonks en la saga de películas Harry Potter y a Osha en la serie Juego de tronos. También es miembro del grupo británico Molotov Jukebox. En 2014 fue premiada en el Festival de Málaga por interpretar a Álex en la película 10.000 km. En 2015 interpretó a Emma en la serie Refugiados.

## Biografía
Natalia Tena es hija de españoles, María Tena una secretaria oriunda de Hornachos (Badajoz) y Jesús Gastiain un carpintero vasco. Natalia fue educada en Bedales School. Es bilingüe; habla inglés, español.
Natalia Tena aprendió a tocar el piano con su madre a los cinco años, influenciada por la música de Chuck Berry. Posteriormente, a los 18 años, Tena regresó a Londres y tocó en el metro de Londres. Mientras trabajaba con un grupo de teatro llamado KneeHigh, donde se le permitió elegir un instrumento para tocar, Tena decidió aprender a tocar el acordeón.

### Carrera actoral
Tena hizo su debut profesional dando vida a Ellie en Un niño grande (2002) y empezó a actuar a tiempo completo en 2003. Ha desempeñado papeles en las adaptaciones de Gone to Earth (2004), Mrs. Henderson presenta (2005) y Nights at the circus (2006). También ha aparecido en papeles menores en producciones como la telenovela Doctors (2005) y la serie de televisión Las voces de los muertos (2006).
Interpretó a Nymphadora Tonks en Harry Potter y la Orden del Fénix (2007), película adaptada a la novela homónima de J. K. Rowling. Repitió dicho papel en las tres películas siguientes de la saga: Harry Potter y el misterio del príncipe (2009), Harry Potter y las Reliquias de la Muerte: parte 1 (2010) y parte 2 (2011).
En 2011 obtiene un papel recurrente en la serie Juego de tronos de HBO, interpretando a la salvaje Osha. La serie está basada en la multipremiada serie de novelas Canción de hielo y fuego, escritas por George R. R. Martin. Sobre el proceso de casting en el que Tena fue elegida para el papel, Martin explicó: —cuando estaba mirando las audiciones para Osha y vi a esta actriz [Tena] dije: "Esto está mal. Es 10 años más joven y demasiado bonita. Osha es una mujer mayor y tenaz". Pero cuando vi su audición simplemente me dejó sin palabras, estuvo sensacional. "Tiene que ser ella", dije. Ninguna de las otras Oshas tenía posibilidades—.
Martin ha expresado su deseo de mejorar la historia de Osha en la saga literaria gracias a su admiración por el trabajo de Tena.
Para el final de la tercera temporada Tena había participado en catorce episodios de la serie, y totalizó dieciséis para la sexta temporada. En general, su participación ha generado críticas positivas y elogios de parte de los críticos profesionales.
En septiembre de 2011 coprotagonizó la comedia romántica escocesa You Instead (Tonight You're Mine es el título alterno para Estados Unidos y Rock'n Love para España). Fue filmada en cinco días durante el festival T in the Park 2010 en Kinross-shire, Escocia. Su papel fue Morello, la líder de la banda femenina de punk The Dirty Pinks.  El filme recibió críticas de toda índole, en su mayoría negativas. La interpretación de Tena trajo consigo críticas generalmente buenas: varios críticos elogiaron las interpretaciones de los protagonistas, su química en pantalla y calificaron su trabajo como «convincente». Tena escribió e interpretó un par de canciones para la película.
En 2012 tuvo un papel secundario en la película Bel Ami, protagonizada por Robert Pattinson, interpretando a la prostituta Rachel.
El 29 de octubre de 2013 fue galardonada con el premio "Extremeños de HOY" que otorga el Diario HOY de Extremadura por su labor en la divulgación de la tierra de origen de su madre por todo el mundo.

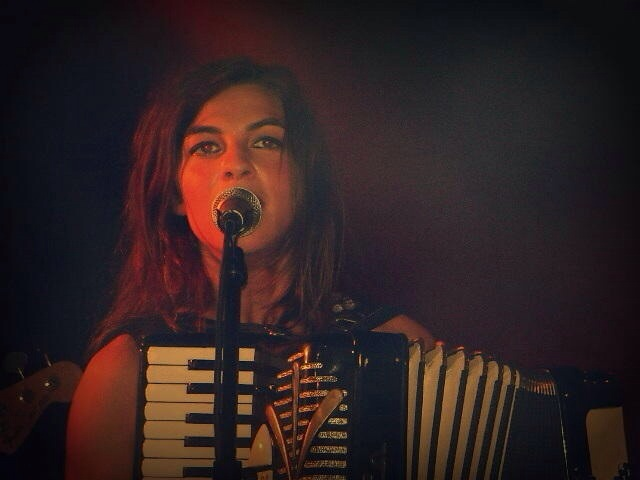
Tena en una de las actuaciones de la banda en 2013.

El 29 de marzo de 2014 10.000 km, la ópera prima del director Carlos Marques-Marcet se alzó en el Festival de Cine Español de Málaga, con la Biznaga de Oro, el premio principal del certamen. El filme elabora una historia íntima y conmovedora sobre la relación de dos jóvenes a distancia. La interpretación de Tena como Alex fue aclamada por la crítica; además de ser distinguida como mejor actriz en el Festival ya mencionado, recibió varios otros galardones y nominaciones por su papel. 
El 15 de julio de 2015 estrenó el corto Vale dirigido por Alejandro Amenábar para el anuncio veraniego de Estrella Damm. Actuó junto a Dakota Johnson y Quim Gutiérrez.
En 2018 trabajó en la serie Origin, como papel principal junto al actor Tom Felton, conocido popularmente por su papel de Draco Malfoy y con quién compartió elenco en las tres últimas películas de la saga cinematográfica de Harry Potter.

### Carrera musical
En 2007 se unió al grupo de música Nat Jenkin and the Delmars, en el que canta y toca el acordeón. En la actualidad forma parte del grupo Molotov Jukebox.

## Filmografía

### Largometrajes
| Año  | Título                                        | Papel                 | Notas        |
| ---- | --------------------------------------------- | --------------------- | ------------ |
| 2002 | About a Boy                                   | Ellie                 |              |
| 2005 | The Fine Art of Love                          | Vera                  |              |
| 2005 | Mrs. Henderson Presents                       | Peggy                 |              |
| 2007 | Harry Potter and the Order of the Phoenix     | Nymphadora Tonks      |              |
| 2008 | Lezione ventuno                               | Thomson               |              |
| 2009 | Harry Potter and the Half-Blood Prince        | Nymphadora Tonks      |              |
| 2010 | Womb                                          | Rose                  |              |
| 2010 | Ways to Live Forever                          | Annie                 |              |
| 2010 | Harry Potter and the Deathly Hallows – Part 1 | Nymphadora Tonks      |              |
| 2011 | Harry Potter and the Deathly Hallows – Part 2 | Nymphadora Tonks      |              |
| 2011 | You Instead                                   | Morello               |              |
| 2012 | Bel Ami                                       | Rachel la Prostituta  |              |
| 2012 | Skirt                                         | Ella                  | Cortometraje |
| 2014 | 10.000 km                                     | Alex                  |              |
| 2014 | 50 Kisses                                     | Leila                 |              |
| 2015 | SuperBob                                      | Dorris                |              |
| 2017 | Amar                                          | Merche                |              |
| 2017 | Tierra firme                                  | Kat                   |              |
| 2020 | Te quiero, imbécil                            | Raquel                |              |
| 2020 | Sangre                                        | Gabriela              |              |
| 2020 | Baby                                          | Albinoa               |              |
| 2023 | John Wick: Chapter 4                          | Katia Javanavič       |              |
| 2024 | El hoyo 2                                     | La mujer del nivel 51 | Cameo        |

### Televisión
| Año         | Título                            | Papel             | Notas                                    |
| ----------- | --------------------------------- | ----------------- | ---------------------------------------- |
| 2004        | The Murder Room                   | ―                 | 1 episodio (sin acreditar)               |
| 2005        | Doctors                           | Amy Emerson       | Episodio: «Boundaries»                   |
| 2006        | Battleground: The Art of War      | ―                 | Episodio: «Waterloo»                     |
| 2006        | Afterlife                         | Gemma             | Episodio: «Mirrorball»                   |
| 2011 – 2016 | Juego de tronos                   | Osha              | Papel recurrente; 16 episodios           |
| 2012        | Shameless                         | Aparecida         | Episodio: «The Brazillian Effect»        |
| 2012        | Falcón                            | Christine Ferrera | 4 episodios                              |
| 2013        | Ambassadors                       | Tanya             | 3 episodios                              |
| 2014        | Black Mirror                      | Jennifer          | Episodio: «White Christmas»              |
| 2015        | Residue                           | Jennifer Preston  | Protagonista (miniserie)                 |
| 2015        | Refugiados                        | Emma Oliver       | Papel principal; 7 episodios             |
| 2017 – 2018 | Wisdom of the Crowd               | Sara Morton       | Papel principal; 13 episodios            |
| 2018        | Origin                            | Lana Pierce       | Protagonista, 10 episodios               |
| 2019        | The Mandalorian                   | Xi'an             | Episodio: «Chapter 6: The Prisoner»      |
| 2022        | Vardy v Rooney: A Courtroom Drama | Rebekah Vardy     | Protagonista (miniserie)                 |
| 2024        | Citas: Barcelona                  | Aroa              | Episodio: «Manu y Aroa / Ástrid y Mario» |

### Teatro
| Año  | Obra                 | Papel                             | Notas                                              |
| ---- | -------------------- | --------------------------------- | -------------------------------------------------- |
| 2004 | Gone to Earth        | Hazel                             | Shared Experience / Tour en el Reino Unido         |
| 2005 | Bronte               | Catherine Earnshaw / Bertha Mason | Shared Experience / Tour en el Reino Unido         |
| 2006 | Nights at the Circus | Fevvers                           | Kneehigh Theatre / Tour en el Reino Unido          |
| 2008 | The Clean House      | Matilde                           | Tour en el Reino Unido                             |
| 2009 | Othello              | Desdemona                         | Royal Shakespeare Company / Tour en el Reino Unido |

## Premios
Premios Goya
| Año  | Categoría               | Película  | Resultado |
| ---- | ----------------------- | --------- | --------- |
| 2014 | Mejor actriz revelación | 10.000 km | Nominada  |

Premios Feroz
| Año  | Categoría                 | Película  | Resultado |
| ---- | ------------------------- | --------- | --------- |
| 2014 | Mejor actriz protagonista | 10.000 km | Nominada  |

Festival de Málaga de Cine Español
| Año  | Categoría                        | Película  | Resultado |
| ---- | -------------------------------- | --------- | --------- |
| 2014 | Biznaga de oro a la Mejor actriz | 10.000 km | Ganadora  |